# Dønna (ø)
Dønna er en ø i Dønna kommune i landskabet Helgeland i Nordland fylke i Norge. Største by er Solfjellsjøen som også er administrationsby for kommunen. På øen ligger bjergformationen Dønnamannen, som med en højde på 858 moh. er det højeste punkt på øen. Dønna har færgeforbindelse fra Bjørn til Sandnessjøen og øen Løkta samt broforbindelse over Åkviksundet bro til Herøy.
Syd for Dønna ligger Alsten og Nord-Herøy. Mod øst ligger øyene Løkta og Tomma. Staulen og Vandve ligger vest for Dønna.